# Heinz-Christian Strache
Heinz-Christian Strache (Vienna, 12 giugno 1969) è un politico austriaco.
Dal 2005 al 2019 presidente del Partito della Libertà d'Austria e vicecancelliere dell'Austria nel Governo Kurz I dal 18 dicembre 2017 al 22 maggio 2019, oltreché ministro dello sport dal 2018 al 2019. Membro del parlamento austriaco fino alle elezioni del settembre 2019, ha annunciato il 1º ottobre 2019 di lasciare la politica.

## Biografia
Di professione odontotecnico, Strache ha iniziato la carriera politica a Vienna nel 1991. Nel 2004, ha sostituito Hilmar Kabas come leader del FPÖ viennese. È stato considerato il delfino di Jörg Haider, ma dopo gli insuccessi elettorali del FPÖ nel 2004 e nel 2005 i rapporti tra i due si sono lentamente deteriorati, culminando col definitivo distacco politico e personale dopo la fuoriuscita di Haider dal FPÖ e con la successiva fondazione della BZÖ (Alleanza per il Futuro dell'Austria). Con l'addio di Jörg Haider, Strache viene eletto segretario del Partito della Libertà d'Austria il 23 aprile 2005.
Nel settembre 2008 ha portato il FPÖ ad ottenere un clamoroso successo alle elezioni federali anticipate: 17,5% dei voti e 34 seggi, che unito al 10,7% del rivale BZÖ, anch'esso in netta crescita, arriva al 28,2% e a 55 seggi. In seguito alle elezioni si aprì un dibattito interno ai due partiti a proposito di una possibile riunificazione; possibilità aumentata con la morte improvvisa del leader della BZÖ nonché governatore della Carinzia, Jörg Haider avvenuta per un incidente stradale l'11 ottobre 2008.
Nel 2013, in occasione del successo alle elezioni nazionali, Strache ha chiamato all'unità tutti i partiti euroscettici di destra. Lega Nord, Front National, Partij voor de Vrijheid e Vlaams Belang hanno risposto all'appello.
Il 28 gennaio 2016 rappresenta a Milano il suo partito e l'Austria all'ENF, il convegno "Un'altra Europa è possibile".
Alle elezioni parlamentari dell'ottobre del 2017 il partito ottiene il 26% dei voti e 51 seggi al Parlamento; in seguito a questo buon risultato elettorale, forma una coalizione con il Partito Popolare Austriaco ed il 18 dicembre entra nel governo guidato da Sebastian Kurz in qualità di vicecancelliere. L'8 gennaio 2018 viene nominato anche ministro del servizio civile e dello sport.

### Affare Ibiza
Il 18 maggio 2019 rassegna le dimissioni da entrambi gli incarichi governativi, oltre che da presidente del suo partito, in seguito alla pubblicazione da parte del quotidiano Suddeutsche Zeitung e del settimanale Der Spiegel di un video girato nel 2017 a Ibiza in cui Strache accettava offerte di corruzione dalla sedicente nipote di un oligarca russo (in realtà una giornalista d'inchiesta). Lo scandalo ha causato la crisi nella coalizione di governo: il primo ministro Sebastian Kurz, dopo le dimissioni ha destituito il ministro dell'interno Herbert Kickl, determinando le dimissioni di tutti i membri di governo del Partito della Libertà Austriaco, e l'annuncio di elezioni anticipate.
Nell'agosto 2019 viene perquisita la sua casa nell'ambito di un'indagine per corruzione. Secondo la procura di Vienna in cambio della nomina di Peter Sidlo nel consiglio di amministrazione di Casinos Austria, il partito di estrema destra avrebbe promesso a una società di gioco d'azzardo internazionale, di modificare la legge che regolamenta le licenze per l'uso delle slot machine fuori dai casinò.
Dopo la pesante sconfitta elettorale del suo partito alle elezioni dell'Assemblea Nazionale nel settembre 2019 e le accuse di appropriazione indebita per sé e per la moglie Philippa (eletta proprio in settembre in Parlamento nelle liste della FPÖ per poi esserne espulsa poco dopo) di fondi del partito nell'ambito di una inchiesta della Procura di Vienna, Strache ha annunciato il 1º ottobre 2019 il suo completo ritiro dalla politica.

## Vita privata
Nel 1999 si sposa con Daniela Plachutta, figlia del ristoratore viennese Ewald Plachutta. Insieme hanno avuto due figli. La coppia si è separata alla fine del 2005 e ha divorziato nel 2006; i bambini sono rimasti con la madre. Il 7 ottobre 2016 ha sposato la modella Philippa Beck in un ufficio del registro civile a Weißenkirchen nella Wachau. Il loro figlio è nato il 1 gennaio 2019.